# Эрикссон, Маркус (кёрлингист)
Ма́ркус Э́рикссон (швед. Markus Eriksson; 11 апреля 1987, Карлстад, Швеция) — шведский кёрлингист. Играет на позиции второго.

## Команды
| Сезон   | Четвёртый        | Третий             | Второй           | Первый             | Запасной                                      | Турниры                      |
| ------- | ---------------- | ------------------ | ---------------- | ------------------ | --------------------------------------------- | ---------------------------- |
| 2006—07 | Себастьян Краупп | Фредрик Линдберг   | Маркус Эрикссон  | Torbjörn Liljemark |                                               |                              |
| 2007—08 | Себастьян Краупп | Anders Hammarström | Фредрик Линдберг | Маркус Эрикссон    |                                               | ЧШМ 2008 (4 место)           |
| 2007—08 | Оскар Эрикссон   | Henric Jonsson     | Markus Franzén   | Nils Karlsson      | Маркус Эрикссон тренер: Сёрен Гран            | ЧМЮ 2008                     |
| 2008—09 | Андерс Эрикссон  | Маркус Эрикссон    | Henric Jonsson   | Marcus Franzén     | Nils Karlsson                                 | ЧШМ 2009 (5 место)           |
| 2009—10 | Маркус Эрикссон  | Андерс Эрикссон    | Henric Jonsson   | Marcus Franzén     | Nils Karlsson                                 | ЧШМ 2010 (9 место)           |
| 2011—12 | Маркус Эрикссон  | Magnus Ekdahl      | Emil Ojala       | Henric Jonsson     |                                               |                              |
| 2012—13 | Оскар Эрикссон   | Кристиан Линдстрём | Маркус Эрикссон  | Кристофер Сундгрен | тренер: Kenneth Lindström                     | ЧШМ 2013                     |
| 2013—14 | Оскар Эрикссон   | Кристиан Линдстрём | Маркус Эрикссон  | Кристофер Сундгрен | Густав Эскильссон (ЧМ) тренер: Матиас Мабергс | ЗУ 2013 · ЧШМ 2014 · ЧМ 2014 |

(скипы выделены полужирным шрифтом)

## Достижения
- Чемпионат мира по кёрлингу среди мужчин: серебро (2014).
- Зимние Универсиады: золото (2013).
- Чемпионат Швеции по кёрлингу среди мужчин: золото (2013, 2014), бронза (2008).[1]
- Чемпионат мира по кёрлингу среди юниоров: серебро (2008).

## Частная жизнь
Из семьи кёрлингистов. Один его брат-кёрлингист — Оскар Эрикссон, другой — Андерс Эрикссон.